# Druivenkoers 1991
La Druivenkoers 1991, trentunesima edizione della corsa, si svolse il 21 agosto 1991 su un percorso di 205 km, con partenza e arrivo a Overijse. Fu vinta dal belga Ronny Van Holen della Tulip Computers davanti al suo connazionale Jan Mattheus e all'olandese Wilco Zuijderwijk.

## Ordine d'arrivo (Top 10)
| Pos. | Corridore          | Squadra                 | Tempo    |
| ---- | ------------------ | ----------------------- | -------- |
| 1    | Ronny Van Holen    | Tulip Computers         | 5h02'38" |
| 2    | Jan Mattheus       | La William-Saltos-Duvel |          |
| 3    | Wilco Zuijderwijk  | Buckler                 |          |
| 4    | Jan Goessens       | Weinmann-Eddy Merckx    |          |
| 5    | Dimitri Zhdanov    | Panasonic-Sportlife     |          |
| 6    | Thomas Dürst       | PDM-Concorde-Ultima     |          |
| 7    | Kurt Onclin        | Tulip Computers         |          |
| 8    | Gino Van Hooydonck | Buckler                 |          |
| 9    | John Carlsen       | TonTon Tapis-GB-Corona  |          |
| 10   | Martin Earley      | PDM-Concorde-Ultima     |          |